# کوپانگ (استان پومرانی غربی)
کوپانگ (به لهستانی:  Kopań) یک روستا در لهستان است که در گمینا داروووو واقع شده‌است.
 کوپانگ  ۱۳۲ نفر جمعیت دارد.